# مجموعة الفلافين
الفلافين (في اللاتينية فلافوس، وتعني الأصفر) هو الاسم الشائع لمجموعة من المركبات العضوية المشتقة من البتيريدين، وتتكون من ثلاثية حلقات غير المتجانسة لمركب الإيزو آلوكسازين. المصدر الكيميائي الحيوي هو فيتامين الريبوفلافين. غالبًا ما يرتبط جزء من الفلافين مع ثنائي فوسفات الأدينوزين لتشكيل فلافين أدينين ثنائي النوكليوتيد (FAD)، وفي حالات أخرى، يمكن أن يوجد بشكل أحادي نيوكليوتيد الفلافين (أو FMN)، وهو شكل من الريبوفلافين لكن يُضاف إليه الفوسفات. يوجد الفلافين في أحد هذه الأشكال أو الأشكال الأخرى بشكل مجموعة ضَميمة في البروتينات الفلافينية.
يمكن أن تخضع مجموعة الفلافين لتفاعلات الأكسدة والاختزال (الخزلدة)، ويمكن أن تستقبل إما إلكترونًا واحدًا في عملية مكونة من خطوتين، أو إلكترونين في وقت واحد. يحدث الاختزال بإضافة ذرات الهيدروجين إلى ذرات نيتروجين معينة على نظام حلقة الإيزو آلوكسازين:

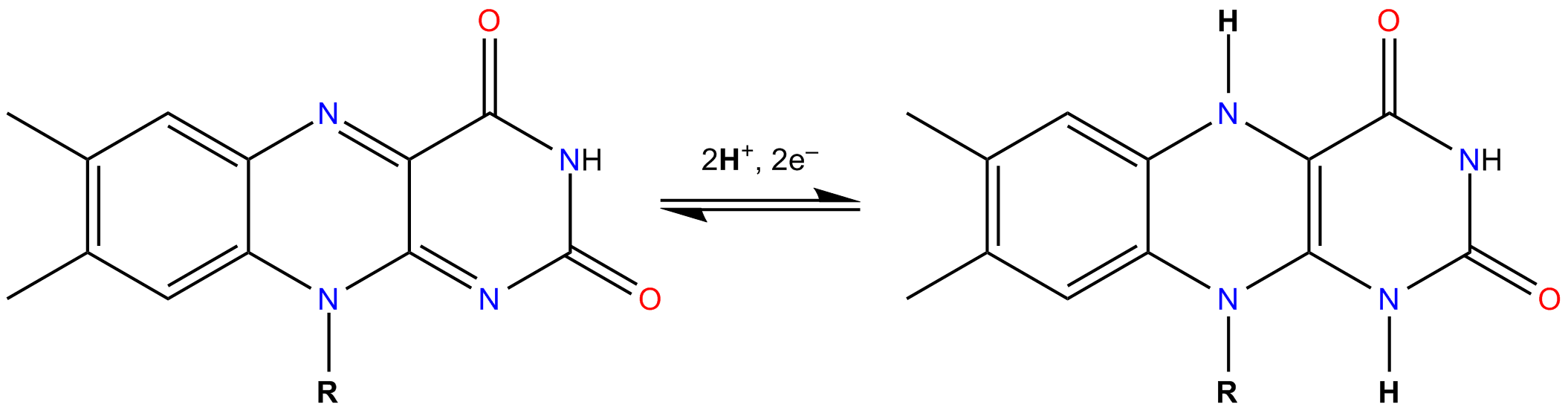

عندما تتأكسد الفلافينات في المحاليل المائية يكون لونها أصفر، وتصبح بلون أحمر في الحالة الأنيونية نصف المختزلَة، أو باللون الأزرق في حالة (الكينون النصفي) المحايدة، وتكون عديمة اللون عندما تُختَزَل بشكل كامل. تكون الأشكال المؤكسدة والمختزلة في حالة توازن سريع مع الشكل الكينوني النصفي (الجذري)، تتغير مُقابل تشكيل الجذر:
Flox + FlredH2 ⇌ FlH*
إذ الـ Flox هو الفلافين المؤكسد، والـ FlredH2 هو الفلافين المرجع (عند إضافة ذرتي هيدروجين) والـ FlH* هو الشكل الكينوني النصفي (عند إضافة ذرة هيدروجين واحدة).
شكل الـ FADH2 هو أحد العوامل المساعدة التي يمكنها نقل الإلكترونات إلى سلسلة نقل الإلكترون.

## الاختزال ضوئي الإحداث
تكون كل من الفلافينات الحرة، والمرتبطة بالبروتين قابلة للاختزال ضوئي الإحداث، والتي يمكن اختزالها بواسطة الضوء ضمن آلية تتوسط فيها عدة مركبات عضوية مثل بعض الأحماض الأمينية والأحماض الكربوكسيلية والأمينات. تستفيد مختلف البروتينات الحساسة للضوء من هذه الخاصية الموجودة في مركبات الفلافين. على سبيل المثال، يخضع مجال LOV، الموجود في العديد من أنواع النباتات والفطريات والبكتيريا، إلى تغير هيكلي قابل للانعكاس، ومُعتمد على الضوء، ويتضمن ذلك تشكيل رابطة بين بقايا السيستين في سلسلتها الببتيدية، ورابطة أحداي نوَويد الفلافين.

## ثنائي نوويد الفلافين والأدنين
ثنائي نوويد الفلافين والأدنين هو مجموعة ترتبط بالعديد من الإنزيمات، بما في ذلك مُختزِل الفيريدوكسين NADP+، وأوكسيديز أحادي الأمين، وأكسيداز الحمض الأميني الأيمن، وأكسيداز الغلوكوز، وأكسيداز الكزانثين، وأكسيداز أسيل ثاني أكسيد الكربون.

## FADH و FADH2
FAD وFADH2 هي الأشكال المُختزلة من FAD. يُنتَج الـ FADH2 كمجموعة اصطناعية في سكسينات نازعة الهيدروجين، وهو إنزيم يشارك في دورة حمض الستريك. في الفسفرة التأكسدية، ينتج عن جزيئَي FADH2 عادة جزيئة ATP ونصف لكل FADH2، أو ثلاث جزيئات ATP مجتمعة.

## أحادي نوويد الفلافين
أحادي نوويد الفلفين هو مجموعة صناعية موجودة في البروتينات الأخرى وبينها، ونازعة هيدروجين الـ NADH، وإنزيم مُرجع النيتروجين الموجود عند جراثيم الإشرشيا الكولونية، والإنزيم الأصفر القديم، أو ما يُعرف بنازعة هيدروجين الـ NADPH.